# Giáy
I giay sono un gruppo etnico del Vietnam la cui popolazione è stimata in circa 49.098 individui (censimento del 1999). Una comunità è stanziata anche nel Laos settentrionale, e secondo il censimento del 1995 contava su 4.630 membri.
I giay in Vietnam sono presenti essenzialmente nelle province di Lao Cai, Hà Giang, e Lai Chau. I nomi e le trascrizioni alternative sono: yai, yay, giai, giang, buyei, chang chá, cùi chu, dang, dioi, nhaang, pau thin, pú nà, pu-i, pu-nam, sa, trong gia, tu-dìn. Parlano la lingua buyei, chiamata in Vietnam giay, i cui principali dialetti sono il tu-dí, lo nhang e il pú nà.
In Laos sono chiamati yang (pronuncia: gnang, traslitterato anche nhang) e sono presenti nella montuosa Provincia di Phongsali. Un altro nome per i yang è giay, che viene usato meno. I giay e gli yang hanno uno stretto legame con i buyei cinesi, di cui sono considerati il ramo indocinese.
Le religioni predominanti sono l'Animismo in entrambi i paesi ed il Taoismo in Vietnam.